# Pierre François Xavier Bouchard
Pierre François Xavier Bouchard (* 29. April 1771 in Orgelet (Jura); † 5. August 1822 in Givet, Frankreich) war Offizier der französischen Armee sowie Entdecker des Steins von Rosetta im Hafen der bzw. im Fort St. Julien bei der ägyptischen Stadt Rašīd (frz. Rosette, arabisch: رشيد – Rashid) am 15. Juli 1799.

## Leben
Bouchard wurde am 29. April 1771 in Orgelet im heutigen Département Jura als eines von sieben Kindern geboren. Sein gleichnamiger Vater, der Lehrer Pierre Bouchard, stammte aus einer Schreinerfamilie aus Montureux-les-Gray.
Bouchard besuchte das Kolleg von Orgelet und absolvierte anschließend zwei Jahre lang Philosophie- und Mathematikunterricht am Kolleg von Besançon.

### Frühe Militärkarriere
Bouchards Militärlaufbahn begann 1793 als Sergeant-Major der Pariser Grenadiere während des Ersten Koalitionskrieges. Im Krieg kämpfte er in Belgien sowie in der Champagne. 1795 wurde er zum Leutnant der Aérostiers ernannt und übernahm als Assistenzdirektor an der École Nationale d‘Aérostatique in Chalais-Meudon das Fach Mathematik. Während eines Experiments zur Herstellung von Wasserstoff für Beobachtungsballons wurde Bouchard bei einer Explosion schwer am rechten Auge verletzt, was sein Sehvermögen dauerhaft beeinträchtigte. Dank der Fürsprache von Nicolas-Jacques Conté wurde Bouchard 1796 an der École Polytechnique aufgenommen und studierte dort unter anderem bei dem berühmten Mathematiker Gaspard Monge. 1798 wurde Bouchard im Rahmen von Napoleons Ägyptenexpedition zum Ingenieurleutnant befördert und zur wissenschaftlichen Kommission des Sciences er des Arts abgestellt. Er wirkt dort im Bereich Mechanik und Technologie.

### Entdeckung des Steins von Rosetta
Im Juli 1799 während der Ägyptischen Expedition war Bouchard an der Instandsetzung einer alten Festung nahe der Stadt Rosette (heute Raschid) beteiligt, die von den Franzosen Fort Julien genannt wurde. Bei den Bauarbeiten entdeckte er einen 762 kg schweren schwarzen Basaltstein. Dieser Fund, der später als Stein von Rosetta berühmt wurde, war entscheidend in der Entzifferung der Altägyptischen Hieroglyphen. Bouchard überführte danach den Stein zur Untersuchung an das Institut d’Égypte in Kairo. Nach der Niederlage Napoleons in Ägypten fiel der Stein als Kriegsbeute in britische Hände und wird bis heute im British Museum in London ausgestellt.

### Leben und Karriere nach der Entdeckung
Nach der Rückkehr aus Ägypten nahm Bouchard 1801 an der gescheiterten französischen Expedition nach Saint-Domingue (heutiges Haiti) während der Haitianischen Revolution teil. Dort litt er wie viele andere französische Soldaten an Gelbfieber. Danach diente Bouchard im Feldzug gegen die Iberische Halbinsel sowie in Portugal. Er zeichnete sich dort besonders bei der Schlacht um Oporto aus. Dazu wurde er zu dieser Zeit mehrfach befördert und erreichte 1809 den Rang eines Chef de Bataillon. Dabei geriet Bouchard mehrfach in Gefangenschaft. Unter anderem auch nach der Schlacht bei Bailén sowie bei der Verteidigung der Festung Astorga. Nach seiner englischen Gefangenschaft kehrte er im Juli 1814 nach Frankreich zurück und wurde rückblickend 1811 zum Ritter der Ehrenlegion ernannt. Während der Herrschaft der Hundert Tage setzte er sich erneut für Napoleon ein und kämpfte in der Schlacht um Waterloo. In der Restauration wurde Bouchard zuletzt noch 1822 zum Chefingenieur in Givet ernannt bevor er am 5. August eben in Givet verstarb.

## Trivia
Laut seines Schülerausweises während seiner Zeit auf dem École Polytechnique soll er 1,78 m groß gewesen sein, braune Augen, braune Haare, eine lange Nase, einen kleinen Mund, ein rundes Kinn und ein langes Gesicht gehabt haben.